# 聊城大学
聊城大学是一所位于中华人民共和国山东省聊城市的一所全日制本科大学。

## 历史沿革
1970年，山东师范学院（今山东师范大学）学校机关及大部分系部迁到聊城办学。1974年，学校机关及部分系部迁回济南，同时，山东省革命委员会在聊城筹建山东师范学院聊城分院。
1981年，中华人民共和国国务院批准该校改为聊城师范学院，由山东省人民政府领导。1982年起，该校开始面向聊城地区兼招两年制专科生。2002年，更名为聊城大学。

## 学科设置
至2022年，该校下设25个学院，9个研究院所，开设79个本科专业。拥有26个硕士学位授权一级学科。

### 教学单位
- 化学化工学院
- 鲁西化工工程学院
- 外国语学院（大学外语教育学院）
- 物理科学与信息工程学院
- 数学科学学院
- 文学院
- 政治与公共管理学院
- 历史文化与旅游学院
- 体育学院
- 生命科学学院
- 地理与环境学院
- 美术与设计学院（黄河学研究院）
- 音乐与舞蹈学院
- 教育科学学院（教师教育学院）
- 计算机学院（浪潮信息技术学院）
- 传媒技术学院（现代电影产业学院）
- 农学与农业工程学院
- 材料科学与工程学院
- 机械与汽车工程学院
- 商学院（质量学院、鲁商学院）
- 建筑工程学院
- 法学院（知识产权学院）
- 药学院（山东省生物制药及规模化制备现代产业学院）
- 马克思主义学院
- 创新创业学院
- 季羡林学院
- 国际教育交流学院
- 预科生教育学院
- 继续教育学院
- 医学院[8]

### 科研院所
- 北冰洋研究中心
- 矩阵半张量积理论与应用研究中心
- 高等教育研究院
- 组织工程与再生医学研究所
- 山东省光通信科学与技术重点实验室
- 山东省化学储能与新型电池技术重点实验室
- 聊城质量发展研究中心
- 廉政研究中心
- 山东省当代中国哲学研究所
- 运河学研究院
- 聊城发展研究院
- 世界共产主义运动研究所
- 太平洋岛国研究中心
- 生物制药研究院
- 民间美术重点实验室
- 公益慈善与社会创新法治研究院
- 鲁西生物医学大数据研究院[9]

#### 太平洋岛国研究中心
聊城大学太平洋岛国研究中心（英語：Research Center for Pacific Island Countries，缩写为RCPIC）成立于2012年9月，是中国大陆首个独立建制的太平洋岛国研究机构。2021年3月，其被中华人民共和国教育部列为48家国别区域研究高水平建设单位之一。
该中心被普遍认为是中国大陆太平洋岛国研究的领头羊。据CNKI统计：中国大陆70%以上的太平洋岛国研究文献出自该中心。此外，《中国大百科全书》（第三版）的太平洋岛国词条、《列国志》的太平洋岛国诸卷以及“太平洋岛国蓝皮书”年度性系列报告亦由该中心负责编撰。
2021年10月，中华人民共和国外交部长王毅宣布成立中国—太平洋岛国应对气候变化合作中心（简称中太气变合作中心）。这是中华人民共和国政府于气候变化领域设立的第一个多边合作平台，由外交部、生态环境部、山东省联合建设。2022年4月28日，中太气变合作中心于聊城大学正式启用，机构设立于聊城大学太平洋岛国研究中心。